# RK Podravka Koprivnica
Rukometni Klub Podravka Koprivnica este un club de handbal feminin din Koprivnica, Croația. Este cea mai de succes formație croată de handbal feminin de la înființarea campionatului Croației, în 1992. Echipa evoluează actualmente în prima ligă croată și are un fanclub numit Red Roosters, format în 2002. Din motive de sponsorizare, denumirea oficială a echipei este Rukometni klub Podravka Vegeta. 

## Istoric
Clubul a fost înființat în 1955, sub numele Ivo Marinković, și a jucat primul său meci amical în decembrie, împotriva Grafičar Bjelovar. Primul meci oficial a fost disputat în aprilie 1956, împotriva Slavijei Čakovec. În 1956, echipa a fost redenumită RK Partizan. În sezoanele 1960/1961 și 1962/1963 Partizan a devenit campioana de amatori a RS Croația. În 1964, clubul și-a schimbat numele în RK Podravka, datorită deciziei de sponsorizare a fabricii cu același nume. În același an, echipa a promovat în prima ligă iugoslavă. În 1966, RK Podravka a câștigat primul său titlu național, urmat de încă unul în anul următor. În 1972, echipa a retrogradat în liga a doua, dar a promovat iarăși în 1975. A urmat o nouă retrogradare, în 1976, iar Podravka a jucat în liga secundă până în 1980. A treia retrogradare a venit în 1982. În 1990, croatele au reintrat în prima ligă iugoslavă pentru doar un an, până la desființarea acesteia din 1991, când Croația și-a declarat independența. Începând din 1993, Podravka a câștigat constant campionatul croat, cu excepția sezonului 2003/2004, însă cel mai mare succes al clubul a venit în 1996, când a câștigat Liga Campionilor EHF Feminin.

## Palmares
- Campionatul Iugoslaviei

Câștigătoare (2): 1966, 1967
- Campionatul Croației

Câștigătoare (20): 1993, 1994, 1995, 1996, 1997, 1998, 1999, 2000, 2001, 2002, 2003, 2005, 2006, 2007, 2008, 2009, 2010, 2011, 2012, 2013
- Cupa Croației
  -  Câștigătoare (19): 1993, 1994, 1995, 1996, 1997, 1998, 1999, 2000, 2001, 2002, 2003, 2004, 2006, 2008, 2009, 2010, 2011, 2012, 2013

- Liga Campionilor EHF:
  -  Câștigătoare (1): 1996
  - Finalistă (1): 1995

- Trofeul Campionilor EHF
  -  Câștigătoare (1): 1996

- Cupa Cupelor EHF
  - Finalistă (1): 2005

- Cupa EHF
  - Finalistă (1): 2001, 2006

## Echipa

### Lotul de jucătoare
Echipa în sezonul 2014–15
| Portari - 01 Antonia Jukić - 12 Ivana Kapitanović - 16 Mirjana Milenković Extreme Extreme stânga - 05 Korina Karlovčan - 10 Ekaterina Nemaškalo - 17 Antonia Oremović Extreme dreapta - 03 Ana Nikšić - 18 Ana Marija Maljak Pivoți - 02 Andrea Čović - 06 Sara Šenvald - 09 Dragica Džono | Linia de 9 metri Interi stânga - 15 Marijeta Vidak - 13 Iva Papac - 25 Jelena Trifunović Centri - 11 Ivona Mrđen - 20 Miranda Tatari Interi dreapta - 08 Jelena Živković - 14 Ivana Dragišić - 41 Kristina Elez |

## Banca tehnică
Conform paginii oficiale a RK Podravka Koprivnica:
- Antrenor principal: Goran Mrđen
- Antrenor secund: Filip Turk
- Fizioterapeut: Bojan Savić
- Director tehnic: Krunoslav Tkalec

## Jucătoare notabile
| - Snježana Petika - Vlatka Mihoci - Irina Maljko - Samira Hasagić - Željana Štević - Andreja Hrg - Renata Pavlačić - Svetlana Pasičnik - Miranda Tatari - Andrea Penezić - Božica Gregurić | - Dijana Ivandija - Ljerka Krajnović - Kristina Jambrović - Tatjana Jukić - Barbara Stančin - Ágnes Farkas - Valentina Cozma - Mariana Târcă - Ionela Stanca - Paula Ungureanu - Sanja Damnjanović |

## Antrenori notabili
- Josip Samaržija - Bepo
- Josip Šojat
- Zdravko Zovko
- Vinko Kadija
- Sandra Kolaković-Fajfrić